# Joseph Wackenthaler
Pour les articles homonymes, voir Wackenthaler.
Joseph Wackenthaler, né le 20 novembre 1795 à Sélestat (Bas-Rhin) et décédé le 3 mars 1869 à Strasbourg, est maître de chapelle, dès 1819, organiste de 1833 à 1869 à la Cathédrale Notre-Dame de Strasbourg et compositeur français.
La réputation de Joseph Wackenthaler est due à son génie de l'improvisation et à sa capacité d'adapter son orgue aux exigences liturgiques. Il a publié de nombreuses petites compositions pour orgues pour l'enseignement, ainsi que des pièces d'orgue de compositeurs allemands.

## Biographie
Son père, François-Joseph Wackenthaler (1767-1828), organiste de l'église principale de Sélestat, est le fondateur d'une famille de musiciens. Deux de ses frères, François-Charles et François-Louis, et son neveu Nicolas-Joseph Wackenthaler sont organistes à l'Église Saint-Georges de Sélestat. Son deuxième fils, François Xavier Joseph, (1823 - 1856), est organiste à Haguenau et plus tard à Paris, où il est le premier professeur d'orgue à l'École Niedermeyer.
Son père lui enseigne la musique, sans négliger les études littéraires. Joseph Wackenthaler partage les premiers prix du collège de sa ville natale avec les élèves les plus distingués. À l'époque où il termine ses études, il a d'abord le projet d'entrer dans les ordres ; mais sa vocation, plus prononcée pour la culture de la musique religieuse, le fait renoncer. 
En 1819, il succède à son professeur de composition Franz Spinder et se voit confier le poste de maître de chapelle à la Cathédrale de Strasbourg. En 1833, au sein de cette cathédrale, il hérite de la place d'organiste précédemment occupée par Jos Labori. Ces deux fonctions réunies, il écrit plusieurs messes à grand orchestre qui y seront exécutées. Il compose également un grand nombre de pièces d'orgue d'un style sévère qui se sont répandues dans toute l'Alsace.
On lui doit aussi un traité de plain-chant et un traité d'accompagnement de ce chant qui reçoivent l'approbation des autorités compétentes. Il a aussi revu et corrigé avec soin les nouvelles éditions du Vespéral et du Graduel de son diocèse.
Il enseigne la musique. Il a notamment comme élève, Joseph Schiffmacher (d) , Édouard Ignace Andlauer et Eugène Wintzweiller qu'il envoie à l'École Niedermeyer de Paris.
Il épouse Marie Thérese Schmidt et eurent trois enfants, Thérèse-Joséphine, François-Xavier Joseph et Marie Cécile, tous trois musiciens.

## Œuvres
Les trois compositions suivantes remontent à 1849, lorsque Joseph Wackenthaler était organiste à la Cathédrale Notre-Dame de Strasbourg
- Fantaisie et fugue en Fa mineur
- Prélude et fugue an Ut mineur
- Prélude et fugue en Ut majeur

Ces œuvres ont été composées pour des concerts inauguraux de nouveaux orgues ou pour des compétitions. Les formes strictes de l'articulation et le traitement parfois virtuose de la pédale sont remarquables.
- Tarentelle, Op.63[5]
- 10 transcriptions des Grands Maîtres pour Orgue ou Harmonium